# Margaret Hunt Hill Bridge
Die Margaret Hunt Hill Bridge ist eine Straßenbrücke in Dallas im US-Bundesstaat Texas, die den Trinity River überquert. Sie wurde vom Stararchitekten Santiago Calatrava entworfen und im März 2012 dem Betrieb übergeben. 
Die Brücke ist Teil des Trinity River Corridor Project, das die Aufgabe hat, die dem Hochwasserschutz dienenden Überschwemmungsgebiete entlang des Flusses zu einem Naherholungsgebiet aufzuwerten. Sie dient der Verbesserung der Verbindung zwischen dem nördlich und südlich des Flusses liegenden Stadtteilen. Mit der bewussten Veränderung der Skyline der Stadt soll dem aufzuwertenden Stadtteil West Dallas eine neue Identität gegeben werden. 
Margaret Hunt Hill (1915–2007), eine Frau, die sich in der Denkmalpflege engagierte, war die Namensgeberin der Schrägseilbrücke. Am 120 m hohen in der Mitte stehenden Stahlbogen ist das Brückendeck mit 58 Seilen aufgehängt, die mit ihrer geschwungenen Anordnung der Brücke einen eigenständigen Charakter geben.